# 岡部町 (静岡県)
岡部町（おかべちょう）は、かつて静岡県志太郡に存在した町。
静岡市と藤枝市の間にあり、江戸時代には東海道の宿場町として栄えた。現在も町内を国道1号が通り、静岡市との境界にある宇津ノ谷峠は現在でも交通の要衝であり、旧街道、明治・昭和初期・昭和中期・平成のトンネルが全て利用可能なまま残っている。近年、住宅団地が多く造成され、静岡市のベッドタウン化が進行した。2年に一度の祭り「朝比奈大龍勢」では勇壮なロケット花火の打上げがみられる。藤枝市との合併協議を進め、2009年1月1日に藤枝市と合併した。現在の旧町域の住所表記は「藤枝市岡部町○○」。

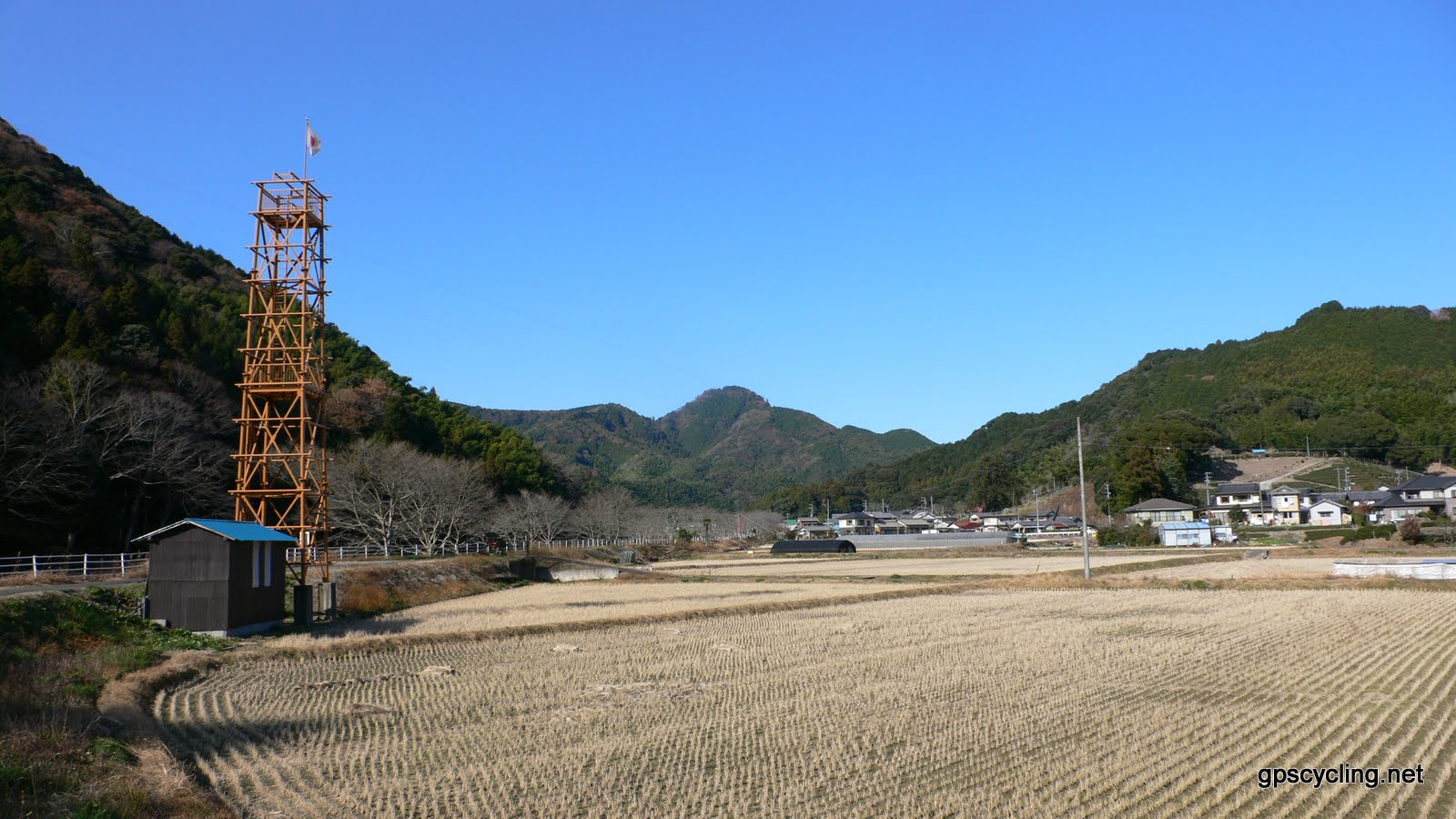
岡部町殿

## 地理
- 山：高草山
- 川：朝比奈川、岡部川

### 隣接していた自治体
- 静岡県
  - 静岡市
  - 藤枝市
  - 焼津市

## 歴史

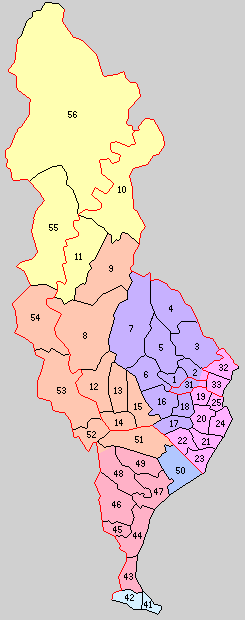
大井川流域の町村制施行時の町村。3が岡部町。(4.朝夷村→朝比奈村)

- 1889年（明治22年）10月1日 - 町村制施行に伴い、志太郡岡部宿・内谷村・三輪村・桂島村・村良村・子持坂村・入野村・横内村［一部］が合併し、岡部町が成立する。
- 1955年（昭和30年）3月31日 - 岡部町と朝比奈村が合併し、新たに岡部町となる。
- 2009年（平成21年）1月1日 - 藤枝市に編入される。

## 行政
- 町長：井田久義

### 姉妹都市・提携都市
- 埼玉県深谷市（提携当時は大里郡岡部町）

## 施設
- 道の駅玉露の里
- ふるさと世界の昆虫館
- 岡部毎日会館 - 映画館[1]

## 産業
- 製造業 - 木工業、金属工業、自動車部品
- 農林水産業 - 茶（玉露の産地である）、みかん、シイタケ、おかべ焼きそば

## 交通

### 鉄道
町内に鉄道はない。1925年〜1936年は、藤相鉄道が存在した。

### バス
- 路線バス
  - しずてつジャストライン
    - 岡部営業所が町内にあるが、運行路線は焼津岡部線と中部国道線のみ。
    - 「町営」とあるが地方公営企業ではなく、廃止代替バス（市町村運営有償運送）であり、前述のしずてつジャストラインへ運行を委託。

### 道路
- 一般国道
  - 国道1号
- 高速道路
  - 新東名高速道路藤枝岡部IC
- 道の駅
  - 宇津ノ谷峠
  - 玉露の里

### 旧街道
- 東海道
  - 岡部宿

## 教育

### 中学校
- 岡部町立岡部中学校

### 小学校
- 岡部町立岡部小学校
- 岡部町立朝比奈第一小学校
  - 朝比奈第一小学校の名称に第一とあるのは、かつて朝比奈第二小学校、第三小学校があったためである。朝比奈小学校に校名を変更することも検討されたものの見送られ、現在に至る。

## 名所・旧跡・観光スポット

### 名所・旧跡
- 東海道岡部宿
  - 猫石（化け猫が化身したとされる）
- 宇津ノ谷峠明治のトンネル
- 蔦の細道
- 岡部宿内野本陣史跡広場
- 大旅籠柏屋

### 寺社
- 神神社
- 十輪寺

## 祭事・催事
- 朝比奈大龍勢

## 出身有名人
- 中山雅史（プロサッカー選手・アスルクラロ沼津）
- 松谷卓（作曲家・編曲家・ピアニスト）
- 黒田祐輔（プロ野球選手・阪神タイガース）
- 大畑拓也(作曲家・編曲家)